# Ancinho
O ancinho (também chamado de rastelo, ciscador ou engaço) é um instrumento utilizado na agricultura e na jardinagem constituído por um longo cabo de madeira preso a uma travessa dentada, geralmente de metal. É utilizado para coletar materiais como folhas, grama solta, palha e feno e também em hortas para preparar a terra para o plantio.